# Casalanguida
Casalanguida är en ort och kommun i provinsen Chieti i regionen Abruzzo i Italien. Kommunen hade 886 invånare (2018).